# Cătălin D. Constantin
Cătălin D. Constantin (n. noiembrie 1979, Buzău) este un editor de carte și jurnalist cultural român. A coordonat mai multe colecții de beletristică și a editat numeroase cărți de fotografie dedicate patrimoniului cultural românesc. Din 2008 predă cursuri și seminare de antropologie la secția de Studii Culturale. Etnologie a Facultății de Litere de la Universitatea din București. Din 2016 este prodecan la Facultatea de Litere a Universității din București.

## Biografie
A absolvit Facultatea de Litere a Universității din București. Debutează, încă din timpul facultății, scriind cronică de carte în România literară, la invitația scriitoarei Ioana Pârvulescu. Coordonează, începând din 2004 și până în 2015, rubrica de antropologie a revistei Cultura, una dintre cele mai longevive rubrici de antropologie din presa culturală săptămânală românească. A fost redactor, apoi editor, la editura Humanitas (2004 - 2008), unde a coordonat câteva dintre colecțiile importante ale editurii, printre care seria de proză română contemporană, seriile de autor Nina Berberova și Marguerite Yourcenar. Din 2008, devine editor independent și colaborează cu edituri din Spania. A publicat mai multe albume de artă dedicate patrimoniului cultural românesc și a realizat expoziții de fotografie cu tematică antropologică, în România și în străinătate, care s-au bucurat de succes. Printre acestea, o expoziție inedită de fotografii aeriene, realizate cu drona, ale piețelor orașelor eropene. Volumul Ferestre din București și poveștile lor, publicat în noiembrie 2015, a devenit bestseller, urcând în prima lună de la apariție pe locul întâi în topul vânzărilor de carte românească, iar întregul tiraj a fost epuizat în trei luni.
Domeniile sale predilecte de studiu sunt etnologia și antropologia culturală. Realizează cercetări de teren în așezările aromâne din Munții Pindului. În 2011 a obținut titlul de doctor la Facultatea de Litere a Universității din București cu o teză despre viața de zi cu zi a burgheziei în prima parte a secolului al XX-lea în orașele din România, pornind de la jurnale inedite de epocă, pe care le-a colecționat de-a lungul timpului. În 2014 susține cel de-al doilea doctorat, la Universitatea de Urbanism și Arhitectură Ion Mincu, o lectură culturală și antropologică a piețelor de oraș din Europa. 
În iarna anului 2017 a reținut atenția mass-media când a fost ridicat de poliția română în timpul manifestaților antiguvernamentale din Piața Victoriei în timp ce fotografia cu o dronă Piața Victoriei, pentru o carte dedicată istoricului piețelor urbane europene pe care o avea în lucru. A fost acuzat abuziv de pilotarea unei aeronave neînmatricuate, fără deținerea unei licențe de pilotare, prin asimilarea unei drone la avion și aplicarea forțată a prevederilor codului aerian civil din 1997. I s-a deschis un dosar de urmărire penală, deși legislația în vigoare nu prevedea nicio pedeapsă și nu reglementa în niciun fel folosirea dronelor. .

## Cărți publicate
- Viața de zi cu zi în documente de familie, Editura Universității de Urbanism și Arhitectură Ion Mincu, București, 2013
- World Heritage  Sites in Romania (text și imagine), volum în limba engleză, Peter Pan ART, București, 2013
- Danube Delta (coautor, text de Radu Anton Roman și Cătălin D. Constantin, fotografii de Pototo), Artec Impresiones, Segovia, Spania, 2009

## Albume de  fotografie
- Ferestre din București și poveștile lor. Carte construită de Cătălin D. Constantin, Peter Pan ART, București, 2015
- Mănăstirile din Bucovina, comentarii istorice de Neagu Djuvara, călătorie fotografică de Cătălin D. Constantin, Peter Pan ART, București, 2014
- De la ișlic la joben. Modă și lux la Porțile Orientului, text de Constanța Vintilă-Ghițulescu, coordonare editorială și fotografii de Cătălin D. Constantin, Peter Pan ART, București, 2014
- The Monasteries of Oltenia, historical notes by Neagu Djuvara, photographic jurney by Cătălin D. Constantin, Iniciativa Mercurio, Valladolid, Spania, 2012
- Los Monasterios de Oltenia, Neagu Djuvara, Cătălin D. Constantin, Iniciativa Mercurio, Valladolid, España, 2012
- Les Monastères d’Olténie, Neagu Djuvara, Cătălin D. Constantin, Iniciativa Mercurio, Valladolid, España, 2012
- From ișilc to top hat. Fashion and Luxury at the Gates of Orient, Constanța Vintilă-Ghițulescu, Cătălin D. Constantin, Iniciativa Mercurio, Valladolid, Spain, 2012;
- Moda y lujo a las Puertas de Oriente, Constanța Vintilă-Ghițulescu, Cătălin D. Constantin, Iniciativa Mercurio, Valladolid, España, 2012;
- Mode et luxe aux Portes de L’Orient, Constanța Vintilă-Ghițulescu, Cătălin D. Constantin, Iniciativa Mercurio, Éspagne, 2012;

## Volume coordonate
(selectiv)
- Ferestre din București și poveștile lor. Carte construită de Cătălin D. Constantin, volum colectiv cu peste 70 de autori, Peter Pan ART, București, 2015
- Dacia: History and Art, Gelu Florea, Valeriu Sârbu,  Unoveinte, Cigalles, Spania, 2010 (ediții paralele în limbile engleză, franceză, spaniolă
- The Jewish Cultural Patrimony in Romania, Liviu Rotman, Iniciativa Mercurio, Valladolid, Spania, 2012 (ediții paralele în limbile engleză și ebraică
- Cister en Castilla y León, Arturo Balado Pachón, Consuelo Escribano Velasco, Junta de Castilla y León, Valladolid, Spania, 2010

## Traduceri
(selectiv)
- O crimă, Georges Bernanos, traducere din limba franceză de Cătălin D. Constantin, Humanitas, București, 2004, ISBN 973-50-0792-4 (http://www.humanitas.ro/humanitas/o-crima)
- Pilat din Pont, Roger Caillois, traducere din limba franceză de Cătălin D. Constantin, Humanitas, București, 2005, ISBN 973-50-0930-7 (http://www.humanitas.ro/humanitas/pilat-din-pont)
- Cîte ceva despre Budha, Jane Hope, Curtea Veche, București, 2003;
- Mami, tati, mă auziți?, Jaques Salomé, Curtea Veche, București, 2003.